# Cocoon (土屋アンナの曲)
「cocoon」（コクーン）は、土屋アンナの7枚目のシングル。2008年1月30日発売。

## 概要
2008年第一弾シングル。「CD+DVD」「CDのみ」の2形態で発売。
DVDに収録されている「cocoon」のミュージック・ビデオでは、俳優の浅野忠信と共演している。

## 収録曲

### CD+DVD
CD
1. cocoon
  - 作詞：ANNA、Ayumi Miyazaki／作曲：Andreas Ahlenius、Fredrik Strom、Daniel Gibson、Anders Bergstrom／編曲：Gary Newby
  - NTTドコモ「DoCoMo2.0」CMソング[2]（本人出演）
2. u 
  - 作詞：ANNA／作曲・編曲：Joey Carbone & Anthony Mazza
  - 20世紀フォックス・ホーム・エンターテイメント・ジャパン『Lの世界』キャンペーンソング[3]

DVD
1. cocoon (Music clip)

### CDのみ
1. cocoon
2. u
3. Guys
  - 作詞：ANNA、Rie Eto／作曲・編曲：Ayumi Miyazaki